# SASA (azienda)
La SASA Assicurazioni Riassicurazioni S.p.A. è stata una società di assicurazioni e riassicurazioni, con Sede a Trieste.
Il nome SASA era l'acronimo di Società Anonima di Sicurtà fra Armatori.

## Storia

### Dal 1923 al 2008
È stata fondata a Trieste il 15 dicembre del 1923.
La società prese forma tra il 1919 e il 1923 fra Trieste e Fiume, riunendo in unico meccanismo contrassicurativo il nuovo Lloyd triestino, i fratelli Cosulich e, per tramite di questi, l'Austro Americana. La statunitense AA era arrivata a Fiume il giorno prima dell'intervento americano nella Grande Guerra (6 aprile 1917), accompagnandovi l'insediamento della Standard Oil Company; per Cosulich l'AA aveva rappresentato l'ingresso nel grande gioco armatoriale da quando, nel 1904, ne aveva consentito l'ingresso nel traffico di migranti tra Europa e Usa che permise al gruppo di iniziare a scalare il mondo del Grandi Navi, doppiando l'hub principale di Amburgo per l'America, stavolta, nel Mediterraneo per il Levante. Inoltre, nel nuovo Lloyd triestino dal 1919 erano presenti in Consiglio anche la Fiat con Giovanni Banelli e, soprattutto, la Compagnia d'Antivari rappresentata dallo stesso Giuseppe Volpi, il manager che ha caratterizzato l'Italia della prima metà del Novecento. Infine, SASA estese le attività al ramo malattia già dalla sua fondazione ufficiale, non appena venne assicurata dall'abolizione del regio decreto del 4 aprile 1912 (monopolio INA) decisa dal nuovo governo Mussolini all'inizio del 1923. SASA non fu quindi un'iniziativa locale di 'mera' natura commerciale, ma costituì il nesso tra livelli e dimensioni internazionali, statali, regionali e locali. Costituendo, in Italia, il laboratorio principale dell'ambiente politico-imprenditoriale affermato con la guerra fra trieste e il lombardo-veneto, due aree ancora eccentriche del Regno d'Italia e strette da legami operativi e ideologici con la dinamica dell'Europa centrorientale. Innanzitutto, però, SASA corrispose al bisogno di assicurare un rischio internazionale troppo grande per essere affrontato individualmente da ciascuna delle parti, in particolare: il futuro statuto internazionale di Fiume. Viste quindi le implicazioni politico-amministrative SASA contribuì decisivamente a definire sia un accordo internazionale di condivisione delle Supply Chains passanti nell'area e delle sue risorse, sia una dimensione strutturale del nuovo regime italiano e dei suoi attori principali attraverso il Novecento.
La città di Trieste, proclamata portofranco dell'impero asburgico nel 1719, diviene il porto di riferimento di genti di paesi diversi, ma di comune matrice mitteleuropea, attratte dalla possibilità di commerciare in esenzione doganale: per questo motivo la Compagnia si occupa fin dal principio del ramo Trasporti.
Nel 1938 viene acquisita dal gruppo IRI-Finmare. Nel 1977 anche Alitalia entra nel capitale sociale di Sasa, seguita l'anno dopo da Fincantieri. Nel 1990 Finmare vende le sue quote a Cofiri e SASA estende la propria attività anche ad altri rami assicurativi, il ramo Vita sarà presente dal 7 dicembre 1996.
Nel 2001 viene acquistata dalla SAI e nel gennaio 2003 è entrata a far parte del gruppo assicurativo Fondiaria Sai.
Il 31 dicembre 2008 la società, insieme a SASA VITA S.p.A., fino ad allora controllata al 50%, cessa giuridicamente d'esistere, in seguito alla fusione per incorporazione in Milano Assicurazioni.

### Dal 2009 al 2014
Dal gennaio 2009 è diventata una divisione della Milano Assicurazioni S.p.A..
In seguito all'approvazione nel dicembre 2013, da parte delle rispettive assemblee, della fusione per incorporazione in Fondiaria Sai di Milano Assicurazioni, Unipol Assicurazioni e Premafin, con efficacia dal 6 gennaio 2014, è diventata la Divisione Sasa della UnipolSai Assicurazioni S.p.A..
Il 30 giugno 2014 UnipolSai ha ceduto ad Allianz il ramo d'azienda facente parte dell'ex Milano Assicurazioni, comprendente anche la Sasa per un valore massimo di 440 milioni di euro.